# 乃宁曲德寺
乃宁曲德寺，简称“乃宁寺”，又译“南尼寺”，位于西藏自治区日喀则地区康马县南尼乡，是一座藏传佛教格鲁派寺院。中國大陸稱木龍年戰爭中發生在该寺的戰鬥為“乃宁寺大血战”。

## 历史
乃宁曲德寺位于康马县驻地以北的南尼乡，属于年楚河上游的河谷地带。该寺南距康马县城40公里，北距江孜县城10公里，东临札西达节山，西临年楚河，海拔4100米。
乃宁曲德寺建于吐蕃赞普赤热巴巾时期，由莲花生的弟子阿羌甲·强拜桑布主持创建。传说，阿羌甲·强拜桑布是古印度僧人，为莲花生的弟子。他在莲花生建立桑耶寺之后来到年楚河上游谷地，见年楚河西岸的山势如同一头匍匐的大象，为弘扬佛法的吉祥之地，便主持创建了乃宁曲德寺。
该寺原来信奉宁玛派，至阿底峡时期改宗噶当派。15世纪时，宗喀巴两次到该寺宣传宗教改革，随后该寺改宗格鲁派。该寺为藏传佛教后弘期以来年楚河流域的重要寺庙，是康马县及康马县以南地区规模最大的寺院。乃宁曲德寺是八大藏戏之一的《朗萨雯波》的发祥地。
1904年6月，英军向西藏江孜進軍，乃宁寺位于英军的军需供应要道，因此英軍決定攻佔乃寧寺。中西歷史對於此役的詮釋不同。在西方歷史中，這是一場小戰鬥，遠不如江孜宗山戰役重要。中國大陸則強調此役康巴戰士英勇抗擊外國入侵的事蹟，作為愛國主義教材。
英军为了攻占乃宁寺，与藏军及乃宁寺喇嘛在乃宁寺乌孜大殿前激战。6月25日起，乃宁寺僧民协同前来防守乃宁寺的800多名藏军，在数日内同荣赫鹏率领的英军发生两次激战。藏族军民手持藏枪、土刀抵抗用洋枪和大炮武装的英军。
乃宁寺的围墙十分坚固，上下两层楼设有不少射击孔，藏兵把守寺院大门。布置在两座山头的藏军，居高临下夹击英军，英军死伤惨重。随后，英军从东、南两个方向炮击乃宁寺，接着集中兵力再度猛攻乃宁寺。此次英军调来步兵80多人，绕道攀登上乃宁寺后山，守卫乃宁寺后山的藏北“那仓六部”的14名藏兵挥刀与英军搏斗，杀伤数十名英军之后，14名藏兵全部阵亡。英军在后山头用密集的炮火作为掩护，工兵以炸药将乃宁寺围墙炸开一个缺口，大量英军随后冲入寺内。
聚集在乌孜大殿的藏军官兵在乌孜大殿前与冲入寺院的英军展开肉搏，據英軍記載，乃寧寺戰役英軍一共2人陣亡，13人受傷。藏軍傷亡約兩百人。中國大陸聲稱工布地区民兵首领阿达尼玛扎巴兄弟二人和康区民兵多朵布等人，将英军将领则娜·色赫（旧译“杂尼萨海”）劈成两半，共歼敵120多名，阿达尼玛扎巴兄弟、多朵布以及众多民兵阵亡。一首西藏民歌唱道：“阿达工布兵到了，英军倒下去了，乃宁寺院里面，成了血的海洋。”歌词中的“工布”指民兵首领阿达尼玛扎巴率领的民兵来自西藏工布地方。
據英軍記載，800多名守軍大部份潰散，傷亡約兩百人。中國大陸聲稱乃宁寺僧民与藏军最终全部阵亡。据史料记载，英军攻占乃宁寺之后，展开大屠杀，并将乃宁寺文物全部洗劫，纵火焚毁了寺院。
該寺後來重建，但在文化大革命中再度被毀，後來再度重建。
1996年，乃宁寺被列为西藏自治区第三批文物保护单位。西藏自治区发改委称，该寺已申报第七批全国重点文物保护单位，但最终该寺并未获选。2019年10月7日公布为第八批全国重点文物保护单位。
如今，乌孜大殿木门上，仍有三、四个当年英军留下的弹孔。乃宁寺山门外矗立着一座巨石碑，上面用红色书写着“乃宁寺大血战英烈纪念碑”。碑身为一块巨石，正面用红色的藏文、汉文、英文书写着碑名，汉文为“乃宁寺大血战英烈纪念碑”，英文为“The Monument to the Martyrs of Battle in Nayning Temple”。碑下有碑座，碑座上有金色的金属铭牌，牌上有碑文，采用藏文、汉文、英文书写，其中汉文碑文如下：

公元一九零四年六月，英军为速占江孜城，聚集重兵南北夹击乃宁寺，守寺僧俗兵民英勇抗击，战事惨烈，可泣鬼神；工布民兵，杀敌尤勇；几经浴血，歼敌百余，重挫敌酋，先烈壮举，永世铭记。

西藏自治区人民政府立于二零零四年九月
2006年，中共西藏自治区党委、西藏自治区人民政府决定将乃宁寺保护维修工程列入西藏“十一五”重点文物保护工程，向中国政府进行申报。2007年1月，国务院常务会议原则通过《西藏自治区“十一五”规划项目方案》，批准了重点文物保护工程的实施。2010年9月29日，中国政府拨款，西藏自治区启动乃宁寺保护维修工程。一期工程计划用一年时间，主要对乌孜大殿、大经堂、色热扎仓、觉介以及围墙、土遗址进行保护维修。
2012年，该寺的僧人拉巴旺堆被评为西藏自治区爱国守法先进僧尼。

## 建筑
乃宁曲德寺的建筑可以分为四个时期：
（1）吐蕃时期建筑：吐蕃时期，本寺的占地面积大约90000平方米，寺院四周有外、中、内三道夯土围墙（中、外围墙已毁）。内围墙之内即今乃宁曲德寺，东西宽170米，南北长384米，占地面积65280平方米。建筑有围墙、佛堂、佛塔、吉察扎仓、欧子扎仓、曲康扎仓、丁吉扎仓、额古厦扎仓、那布扎仓等等。
- 围墙：由夯土筑成，厚2米，高5米，墙上可以跑马。墙的东北角有一座夯土碉楼，已毁。围墙内的建筑分成南、北两个部分：南部为佛堂、欧子扎仓和3座灵塔；背部为吉察扎仓、丁吉扎仓、曲康扎仓、额古厦扎仓、那布扎仓和佛塔。
- 佛堂：坐西朝东，东西长26米，南北宽17米，面积442平方米；西端是佛殿，东部是经堂。
- 欧子扎仓：位于佛堂以北约23米处，坐西朝东，东西长30米，南北宽24米，面积720平方米；进门之后的南、北两侧是僧房，中间是天井，后部是佛殿。
- 灵塔：3座，位于佛堂与欧子扎仓之间。
- 护法神殿：佛堂南侧是阿羌甲·强拜桑布的墓地，后来在墓地上兴建了一座护法神殿。
- 佛塔：佛塔位于5座扎仓（吉察扎仓、丁吉扎仓、曲康扎仓、额古厦扎仓、那布扎仓）的中央，石砌，外形呈坛城形。塔座方形，高1米，边长10米；塔座上面是圆盘状塔身，高1.5米，直径9米；塔身中央为一方形塔心，高1.5米，边长3米。
- 吉察扎仓：位于佛塔以南，坐南朝北，面积2400平方米。殿内的壁画用红、白、黄、绿4种颜色绘制有释迦牟尼坐像，构图、色彩、线条非常简单。
- 丁吉扎仓：位于佛塔以北，坐北朝南，高三层，面积180平方米，二进五间。
- 曲康扎仓：位于佛塔以东，面积300平方米，现已为废墟。
- 额古厦扎仓、那布扎仓：位于佛塔以西，额古厦扎仓坐北朝南，是二进三间的三层夯土楼；那布扎仓已为废墟。[2]

（2）宗喀巴时期建筑：在宗喀巴时期，乃宁曲德寺新建一批建筑。在西围墙中部地段新建一座佛殿及一座扎仓。在吐蕃时期兴建的佛殿以南，有一座色拉扎仓，也建于宗喀巴时期，是拉萨色拉寺设于该寺的一个扎仓。
- 佛殿：坐西朝东，东西长17米，南北宽15米，面积255平方米。文化大革命期间被毁，现存遗址。
- 扎仓：位于佛殿以北10米处，坐西朝东，南北长25米，东西宽19米，面积475平方米，是二进五间三层夯土楼。文化大革命期间被毁，现存遗址。
- 色拉扎仓：石砌，坐西朝东，南北长43米，东西宽15米，面积645平方米，高二层，其内有房屋20多间。[2]

（3）19世纪建筑：在西围墙中部地段，有扎仓7座、佛殿1座，为拉萨下密院堪布雄奴伟所建。雄奴伟先在康马县康马镇朗达村兴建了色丁寺，后来由于常往返拉萨、日喀则等地，便在乃宁曲德寺兴建了1座佛殿及7座扎仓，当作色丁寺僧众往返拉萨等地的旅途中住宿及念经之所，称“江如色丁”。其中的佛殿坐西朝东，南北长35米，东西宽18米，面积630平方米；扎仓中面积最大者450平方米，面积最小者126平方米。该组建筑在文化大革命期间被毁，现存废墟。
（4）十三世达赖时期建筑：1904年木龍年戰爭，藏军为防守江孜，与乃宁曲德寺的喇嘛以乃宁曲德寺为据点，依靠该寺高厚的围墙阻击英军。战争结束后，十三世达赖为表彰该寺喇嘛的贡献，在原吐蕃时期兴建的佛殿东侧新建一座大殿，即“乃宁大昭寺”。乃宁大昭寺坐北朝南，由经堂、佛殿、僧房等部分组成。
- 大门及门廊：门前设有石阶4级、石梯5级。门廊有柱4根，东西长7米，南北宽5米，面积35平方米，门廊四壁彩绘四大天王像。门廊两侧有两间房，有楼梯通往二层。
- 经堂：门廊后部正中央是经堂大门，宽1.7米。经堂东西长28米，南北宽24米，面积672平方米。经堂内有方柱18根，分为4排。其中后两排中间4根柱子，直径均为0.37米，上方开有天窗。经堂的四壁彩绘释迦牟尼、度母、金刚等等画像。
- 佛殿：位于经堂后面，殿门宽2米。佛殿东西长8米，南北宽5米，面积40平方米，有柱2根。佛殿正中供奉高约2米的释迦牟尼结跏趺坐泥塑像，两侧各供奉一尊高约2米的泥塑弟子立像。
- 喇嘛拉康：位于佛殿东侧，面积25平方米，中间立有4根圆柱。南面设一神龛，龛内供奉2.5米高、1.3米宽的“大明皇帝御制旃檀佛像”。拉康四壁绘着释迦牟尼、菩萨、度母、金刚等壁画。
- 道具房：位于佛殿西侧，存放跳神及祭祀用具。[2]

乃宁曲德寺收藏的文物很多，包括：
- 明代霁红杯：杯底朱笔楷书款“大明成化年制”。为专供达赖莅临该寺时使用的茶具。
- “佛传故事”木雕：压经板，紫檀木。雕有人物36个、佛塔8座。为吐蕃时期或者西藏后弘期前期作品。
- 莲瓣纹三佛木雕：为14世纪左右作品，带有印度芨多式雕刻风格。
- 卷叶纹佛像木雕：3件，均为压经板。为元代作品。
- 菩萨像石刻：现藏西藏博物馆。花岗岩，长方形。为西藏后弘期前期作品。
- 罗汉石刻：花岗岩。石刻下部雕有一排藏文，意思是“罗汉”。为元代以前的作品。
- 明代释迦像绢画：绢画绘有释迦立像。绢画左上方有汉文题记千余字，题头是10个字：“大明皇帝御制旃檀佛像”，落款是9个字：“永乐十年四月十四日”，题记内容颂扬释迦牟尼。绢画右上方有与汉文题记内容相同的藏文题记。该绢画为乃宁曲德寺镇寺之宝。 [2]